# Praça de alimentação

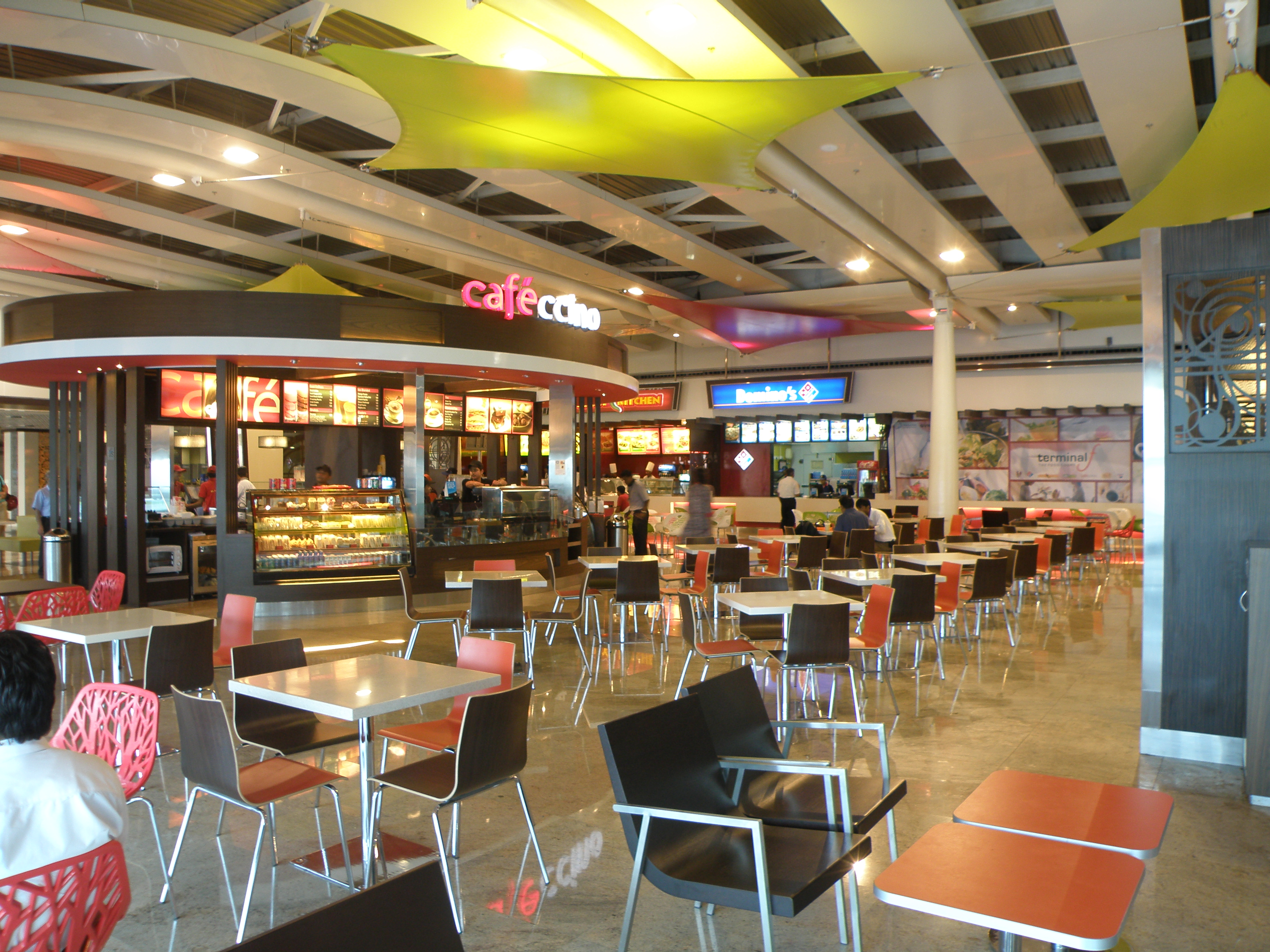
Praça de alimentação em um aeroporto de Mumbai, na Índia.

Uma praça de alimentação (em inglês food court) é um local dedicado em grandes superfícies (como centros comerciais, aeroportos, hospitais, universidades etc.), destinado para o consumo de alimentos vendidos por restaurantes contíguos, usualmente no sistema de comida rápida (fast food).